# Ernst Thälmann
Ernst Thälmann (Hamburgo, 16 de abril de 1886 — Buchenwald, 18 de agosto de 1944) foi um político alemão membro do Partido Comunista da Alemanha (em alemão Kommunitische Partei Deutschlands), o qual chegou a dirigir depois do Levantamento Espartaquista, membro do comitê central do KPD durante a República de Weimar. Tornou-se um influente político, concorrendo em duas eleições (em 1925 e em 1932, contra Adolf Hitler), mas não conseguiu se eleger a um cargo público proeminente. 
Desempenhou um papel importante na instabilidade política da República de Weimar em seus anos finais, quando o KPD procurou explicitamente a derrubada da democracia liberal da república. Sob sua liderança, o KPD tornou-se intimamente associado ao governo da União Soviética e às políticas de Joseph Stalin. Sob sua liderança, consideravam o Partido Social Democrata (SPD) como seu principal adversário e adotou a posição de que os social-democratas eram "social-fascistas".
Thälmann também foi líder do paramilitar Roter Frontkämpferbund, que foi banido como extremista pelos sociais-democratas do governo em 1929, e em 1932 fundou o Antifaschistische Aktion (Ação Antifascista) ou Antifa. Com a ascensão ao regime nazista, foi preso pela Gestapo em 1933 e mantido em confinamento solitário por onze anos; Stálin não buscou sua libertação quando entrou no Pacto Molotov-Ribbentrop com a Alemanha, e o seu rival, Walter Ulbricht, ignorou os pedidos de defesa em seu nome. Muitos dos seus associados mais próximos, que emigraram para a União Soviética, foram executados durante o Grande Expurgo da década de 1930. 
Em agosto de 1944, Thälmann foi transferido da prisão de Bautzen para o campo de concentração de Buchenwald, onde foi baleado em 18 de agosto por ordens pessoais de Hitler. Seu corpo foi imediatamente cremado. Após sua morte, os nazistas alegaram em um anúncio que, juntamente com Rudolf Breitscheid, Thälmann havia morrido em um ataque a bomba dos Aliados em 23 de agosto. 